# Gilera RCR 50
Dieser Artikel wurde auf der  Qualitätssicherungsseite des Portals Auto und Motorrad eingetragen. 
Bitte hilf mit, ihn zu verbessern, und beteilige dich an der Diskussion. (+)
Die Gilera RCR 50 ist ein geländegängiges Moped der italienischen Marke Gilera. Es ist die Enduro-Variante des Gilera SMT 50.

## Modelle
Die meisten Bauteile übernimmt Gilera von Derbi. Es sind Lizenzbauteile wie z. B.
- Teile der Kunststoffverkleidung
- Brems- und Kupplungshebel
- Auspuffanlage
- Tachometer
- sowie die komplette Antriebseinheit (Motor, Getriebe, Kupplung, Lichtmaschine, Zündung)

Bis Baujahr 2009 gibt es 2 Modellreihen zu je drei Farben (Schwarz-Gelb, Orange, Rot). Bis 2006 wurde das erste Modell gebaut und verkauft, seitdem wird ein überarbeitetes Modell zum Verkauf angeboten.

## Technische Daten
Modell bis 2006:
- Motorbenennung: EBS050 (Einzylinder-Zweitakt-Ottomotor, wassergekühlt, mit Aluminium-Zylinder)
- Leistung: gedrosselt auf ~45 km/h – 1,8 kW bei 6500/min, ungedrosselt (80 km/h) – 6 kW bei 9000/min
- Verdichtung: 11,2 : 1
- Bohrung: 39,86 mm × 40 mm
- Hubraum: 49,9 cm³
- Vorzündung: 18° bei 6000/min
- Zündung: variable Vorzündung und kapazitive Entladung, Ducati CDI-Zündung
- Motorölversorgung: Mit Benzin-Ölgemisch über Vergaser, automatische 2-Taktölpumpe (2 Prozent Öl = 1/50)
- Vergaser: PHVA 14 mm Vergaser mit manuellem Choke
- Kupplung: Mehrscheiben-Ölbadkupplung (Frontalkupplung) über Seilzug
- Luftfilter: Ölgetränkter Polyurethan-Schaumstoff mit offenen Zellen
- Getriebe: 6-Gang-Schaltgetriebe (1-0-2-3-4-5-6) mit ständig greifenden, geraden Zähnen

Übersetzungen im Getriebe:
- 1. Gang 11:34
- 2. Gang 15:30
- 3. Gang 18:27
- 4. Gang 20:24
- 5. Gang 22:23
- 6. Gang 23:22

Weitere Übersetzung durch den Kettentrieb: 13:53
- Bremsen: vorne (D=260 mm) und hinten (D=180 mm) hydraulisch betätigte Einkolben-Scheibenbremse mit „gelochten“ Scheiben
- Fassungsvermögen: Benzintank: 7 l, Öltank: 1 l, Kühlflüssigkeit: 0,86 l, Getriebeöl: 0,5 l
- Benzinverbrauch: 2,4 l / 100 km bis 5 l / 100 km (je nach Fahrweise und Tuningzustand)
- zulässiges Gesamtgewicht: 270 kg